# 捷龙一号运载火箭
捷龙一号运载火箭（缩写“SD-1”，曾用缩写“LD-1”），是中国长征火箭有限公司中国运载火箭技术研究院研制的微小型全固体燃料运载火箭，是该公司以纯商业模式研制的首型运载火箭。捷龙一号主要面向百千克以下微小卫星验证、组网、补网等市场。该火箭目标成本约3万美元/千克，单位载荷入轨成本低于国际同类产品；其履约周期短，签约后6个月可出厂，运抵发射场后24小时内可发射。
捷龙一号采用4级固体火箭发动机串联的总体构型、自行式运载火箭发射车“一车一箭”的转运/发射方式，可实现“一箭一星”或“一箭多星”的发射需求。捷龙一号第四级发动机倒置、卫星倒装，使卫星安装空间更为规则，可用卫星舱包括直径1.2米/高度1.5米、直径1.4米/高度2米两种类型，500千米太阳同步轨道运载能力不低于200千克，700千米太阳同步轨道运载能力不低于150千克。

## 历史
2016年，中国长征火箭有限公司采用商业化的运作思路、依托成熟技术与产品，推出了5款商业运载火箭，覆盖5个档位运载能力的发射服务，其中捷龙一号为其中运力最小一档。
2018年2月，捷龙一号研制工作正式启动。2019年3月31日，捷龙一号二级发动机二合一联合热试车成功，全部发动机试车完成。

## 发射记录
| 飞行次序           | 火箭序号 | 起飞时间（UTC+8）      | 发射工位         | 有效载荷                       | 卫星轨道     | 发射结果 |
| ------------------ | -------- | ---------------------- | ---------------- | ------------------------------ | ------------ | -------- |
| 1                  | 遥一     | 2019年8月17日 12时11分 | 酒泉卫星发射中心 | 千乘一号01星 星时代-5 天启二号 | 太阳同步轨道 | 成功     |
| \| 成功率：100% \| |          |                        |                  |                                |              |          |
| 成功率：100%       |          |                        |                  |                                |              |          |